# グウィネズ (ウェールズ)
グウィネズ （Gwynedd、英語: [ˈɡwɪnɪð]）またはグゥイネッズ（ウェールズ語: [ˈɡʊɨnɛð]）は、ウェールズ北西部のプリンシパル・エリア（州）である。かつてのグウィネズ王国にちなむ。面積の広い州であるが、人口が希薄な州の一つでもある。人口の大多数がウェールズ語を話す。
グウィネズはバンガー大学（旧ウェールズ大学バンガー校）がある。また、美しいリーン半島とスノウドニア国立公園の大半がある。
グウィネズの名は、アングルシー島を含める、儀礼目的で使用される州と同名のプリザーヴド・カウンティーの名グウィネズとしても使用される。

## 歴史

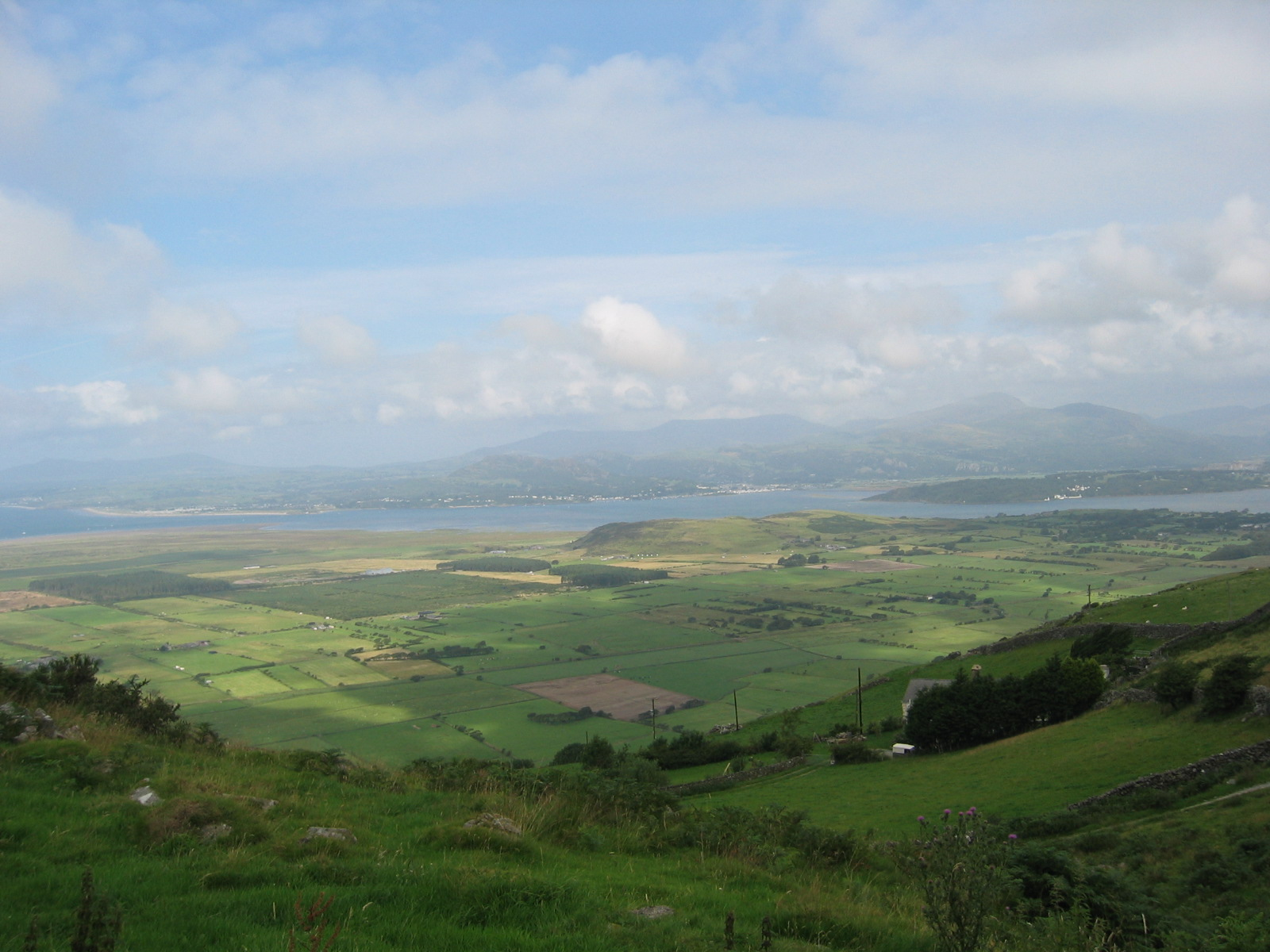
トレマドッグ湾

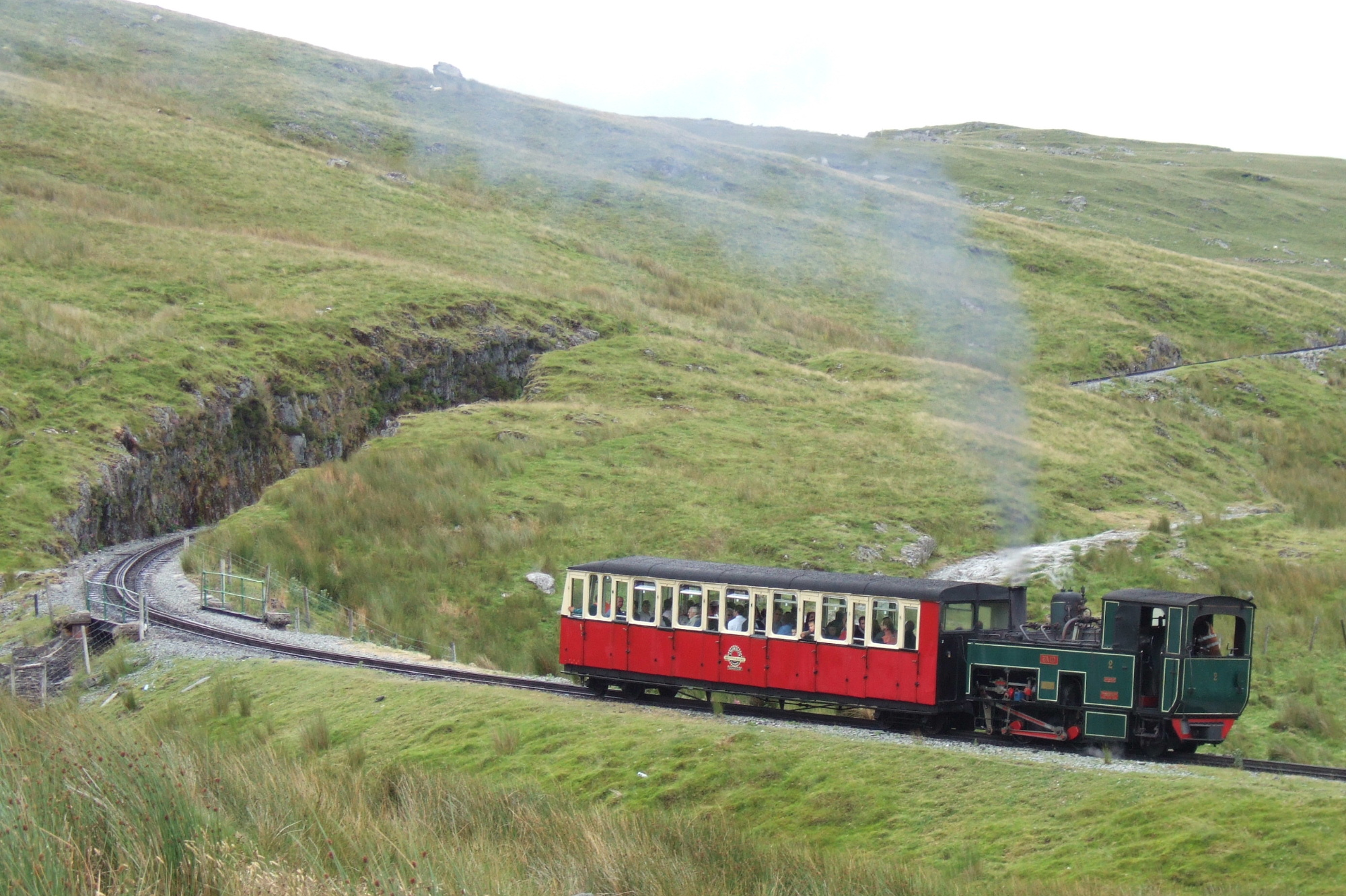
スノードン山鉄道

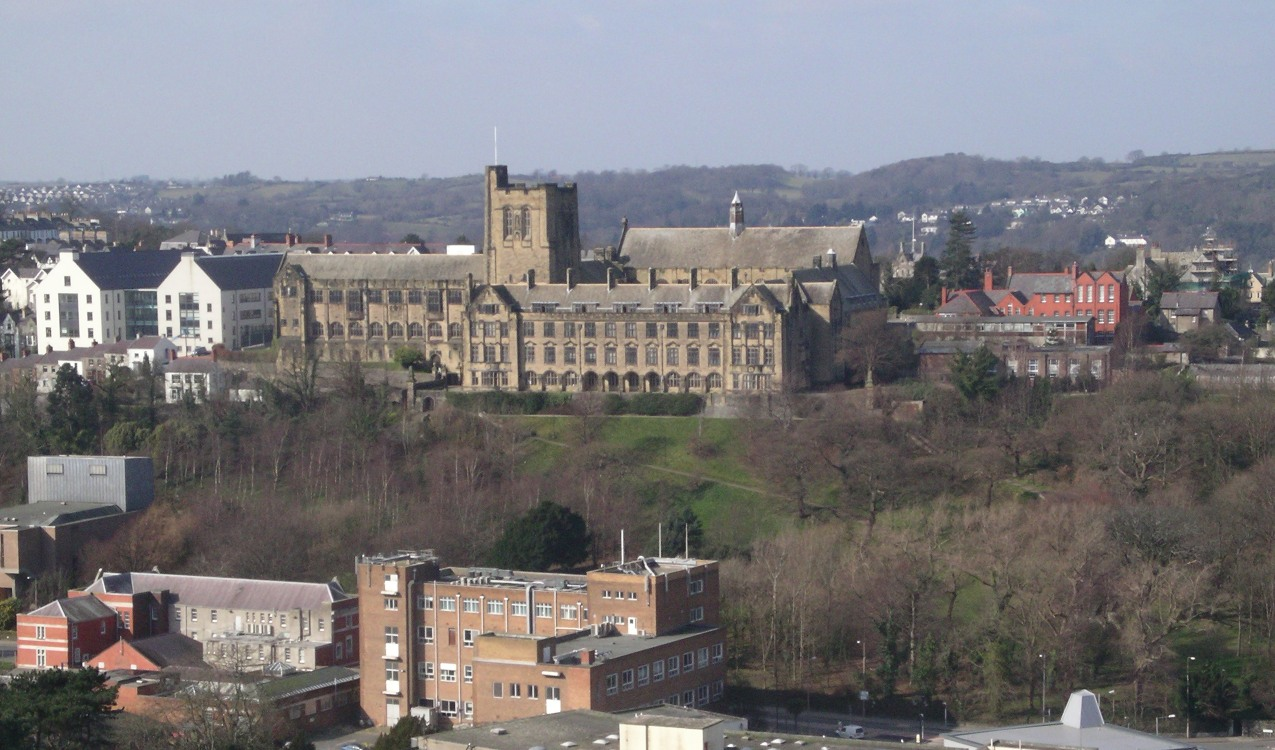
バンガー大学校舎

グウィネズは、ローマ帝国の属州ブリタンニア時代終わりから13世紀まで独立した王国であった。13世紀、イングランド王国に征服され従属させられた。現在のグウィネズはかつてのグウィネズ王国の領土を基盤としており、イギリス地方自治法のもとで1974年4月1日につくられた8つのウェールズのカウンティのうちの1つである。かつてのアングルシーの行政カウンティー、そしてカーナーヴォンシャー、メリオネスシャー全部、デンビーシャーの数教区をまとめて成立した。
カウンティーは、5つの地区に分けられていた。アバーコンウィ区、アフロン区、ドワイフォー区、メイリオニズ区、アングルシー区である。
ウェールズ地方自治法 (1994年)が1974年のカウンティーと5つの区を1996年4月1日に廃止し、分割した。アングルシーは単独で一つの州となり、アバーコンウィ（かつてのデンビーシャーの一部を含む）は新設されたコンウィ州に加えられた。カウンティーの残りが『カーナーヴォンシャーとメリオネスシャー』（Caernarfonshire and Merionethshire）の名でプリンシパル・エリアとなった（歴史的な州名を反映させている）。その最初の活動の一つとして、カウンシルは1996年4月1日よりグウィネズと改称した。
現在のグウィネズはグウィネズ議会が治める単体の州であり、もはや地区をもたないが、アルフォン、ドワイフォー、メイリオニズはエリア協議会の名として使用され続けている。
1996年以前の境界は、地方長官の称号として使用するといったわずかな目的でプリザーヴド・カウンティーとして維持されてきた。2003年、クルイド州は現在の自治議会境界と合わせて調整された。プリザーヴド・カウンティーとして今アングルシー、クルイド全体を含んでいるコンウィ州をカバーするためであった。
グウィネズ警察管区は、アングルシー、カーナーヴォンシャー、メリオネスシャーの吸収から1950年に成立した。さらなる合同は1960年代に、グウィネズ警察管区がフリントシャーとデンビーシャーの警察を吸収したときに行われた。名前はグウィネズが採用された。地元議会がウェールズで刷新の申し出をし、グウィネズは北ウェールズ全てをカバーする自治当局の名としたいという申し出が成された。しかし、グウィネズとクルイドの間のこの地域を分割して法律化する実施案であった。混乱を避けるため、グウィネズ警察管区は北ウェールズ警察と改名した。
1951年にスノウドニア国立公園が設立された。1974年以降、地元政府が再編され、公園ほぼ全体がグウィネズの境界内に収まった。そしてグウィネズ州議会の部署として運営された。1996年以後、地元政府が再編され、公園の一部がコンウィ州に入ることになった。公園の行政部門はグウィネズ議会から切り離された。グウィネズ議会はいまもスノウドニア国立公園の運営委員18人のうち9人を任命している（他コンウィから3人、ウェールズ議会から6人）。

## 2001年度調査

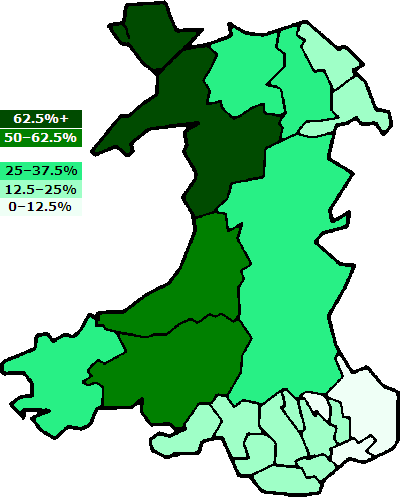
各プリンシパル・エリアの人口に占めるウェールズ語話者の割合。濃い色ほど割合が高い

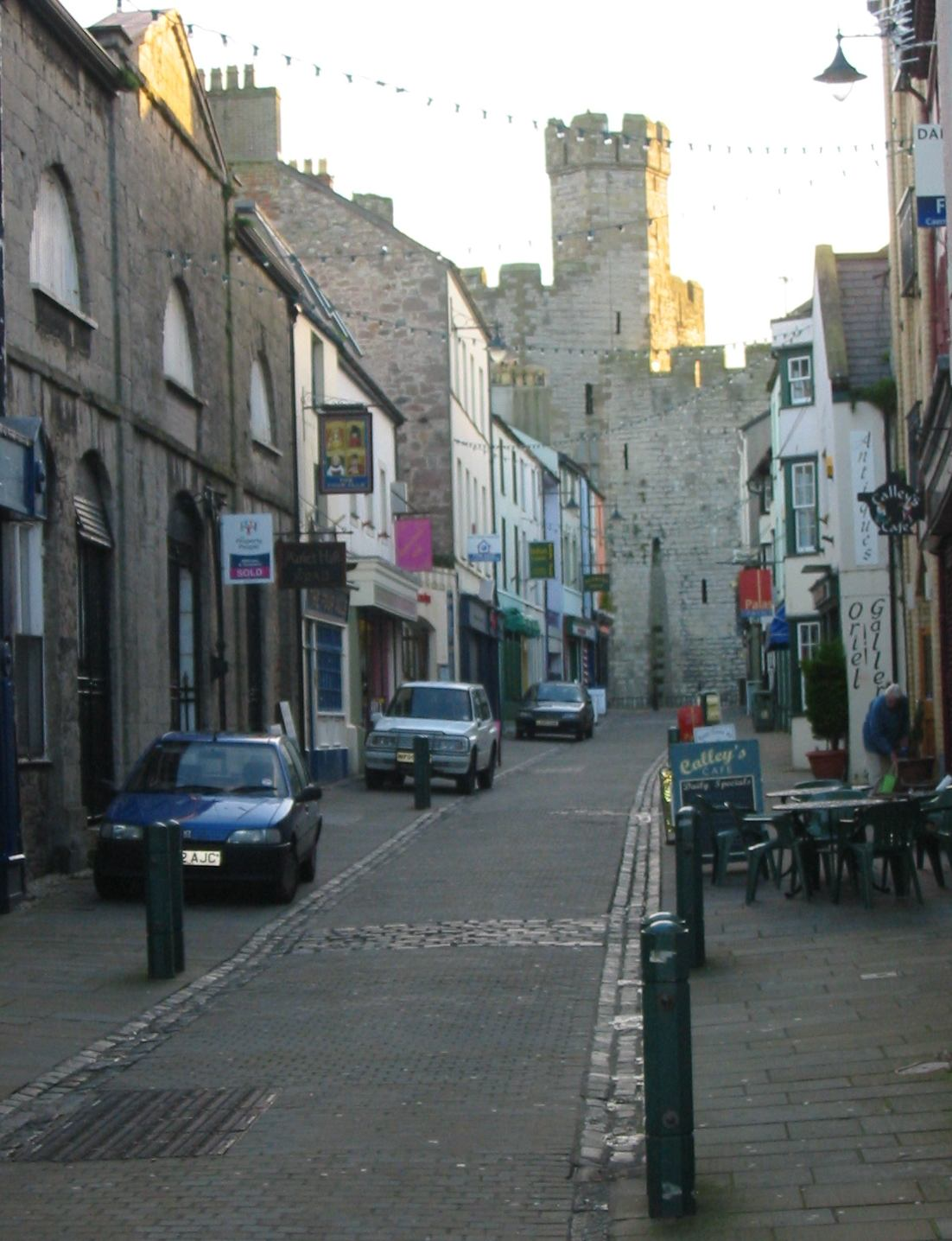
州都カーナーヴォンの町並み

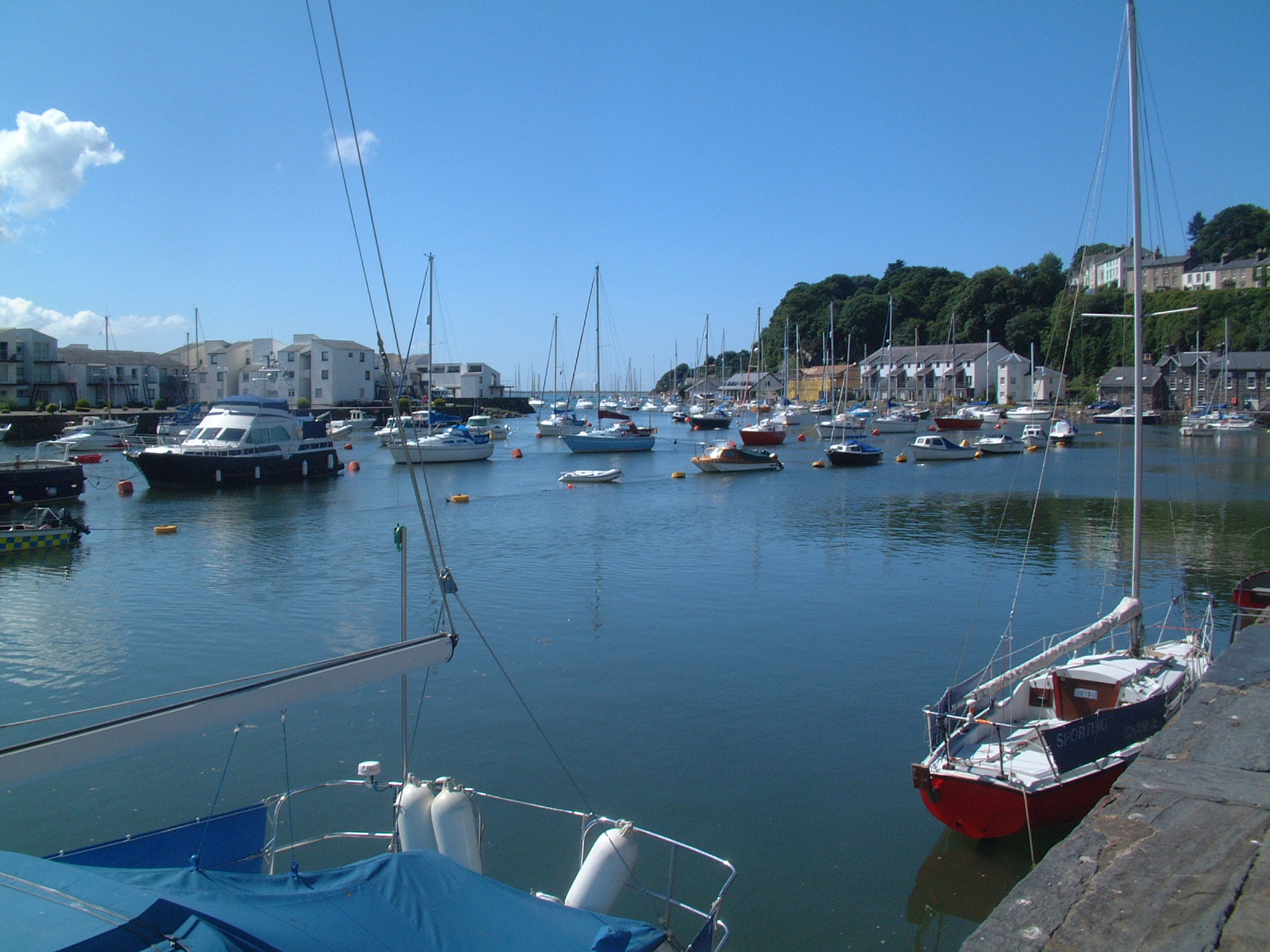
Porthmadog港

2001年度の調査によれば、ウェールズ内でのウェールズ語話者の数は、過去100年間で初めて増加した。約2,900万人の人口の20.5％がウェールズ語を流暢に話せる（5人に1人）。加えて、人口の28％はウェールズ語を理解できるという。調査は、増加が都市圏で最も目覚ましいことを露わにした。しかし、ウェールズ語話者の数はグウィネズ内では減少しており、1991年には人口の72.1％がウェールズ語話者であったのが、2001年には68.7％であった。
グウィネズでのウェールズ語話者の減少は、ウェールズ語を理解しない住民が北ウェールズへ移り住んできたことが反映している。地元ウェールズ語話者が好む以上に資産割合が上がっていると、元グウィネズ州幹部で政党プライド・カムリ党員Seimon Glynは、その論争における注意点に焦点をあて、2001年の議論を巻き起こす原因となったコメントをした。Glynは、地元住民が払う額を越えた家の価格の問題を強調したレポートで、'...伝統的なウェールズの共同体が滅びてしまう..."とコメントした。
田舎のウェールズの不動産市場は、休暇のための別荘や、退職後の家をセカンド・ホームとして探す購入希望者のため盛況である。多くの買い手らはイングランドからウェールズへやってきている。なぜなら、イングランドでの住宅価格と比較してそれほどウェールズの住宅は高くないからである。住宅価格の上昇はウェールズの平均収入を追い越し、多くの地元民らは新規で住宅を求めようとすると買えない事態となった。
2001年、グウィネズの1/3近い不動産が州外の買い手に買われた。そして一部の共同体では地元住宅の1/3が休暇用別荘として使われていると伝えられた。別荘の所有者らは、少なくとも年6ヶ月以上を地元共同体で過ごす。
地元民の論争が地元不動産市場の値を上げることは、イギリスじゅうの多くの僻地共同体ではふつうのことだったが、ウェールズでは言語の重要さが加わりさらに論争を複雑にした。同様に多くの新住民がウェールズ語を学ばなかったのである 
これらの圧力の下でウェールズ語を懸念し、Glynは『一度、ウェールズの地元共同体で暮らす50％以上の誰もが外国語を話せば、ウェールズ人はすぐに固有の母語を失うのだ。』と言った。
ウェールズ政党プライド・カムリ（Plaid Cymru）は、長くセカンド・ホームにおける管理を援護してきた。Dafydd Wigleyによって2001年プロジェクト・チームが立ち上げられた。チームは、土地は地元住民が暮らすのに好ましいよう割り当てるべき、そして家を購入する地元住民に補助金を与えるよう呼びかけた。そして、スコットランドのハイランドにおいて導入されたものと似た施策で、休暇用住宅には地方税を二倍にすべきだと勧告した。
しかし、ウェールズ議会内で連立を組むウェールズ労働党と自由民主党は、これらの提案をはねつけた。議会の住宅担当報道官ピーター・ブラックは『我々に、ウェールズ語に関する法律を計画する構想はない』『そのようなやり方でセカンド・ホーム所有者に対する懲罰基準をとることも、これらのようなウェールズ語保護派の申し出が地元住民のための住宅の価値に影響を与えることもないだろう。』と発言した。
2001年秋から、イングランドのエクスムア国立公園（en）当局は、公園内でのセカンド・ホーム所有に制限を設ける考えを明らかにした。31％ほど地元住宅価格が跳ね上がったためである。プライド・カムリ党議員会長Elfyn Llwydは、『エクスムア国立公園における法令はウェールズの場合と同じである。しかし、ウェールズでは独自の言語と文化の消失が加わっている。』と言った。
論争を反映し、Glynのコメントがその年早く出された。プライド・カムリ党議員会長Llwydは『関心のあることはもちろん、エクスムア国立公園が自らの環境を守るためしたことが正しいということだ。しかし、ウェールズではあなたがエクスムア国立公園のようなことを行おうとすれば、あなたは人種差別主義者と呼ばれるだろう。』と述べた。
Llwydは他の政党に、エクスムア国立公園の事例をウェールズに持ち込み、議論に加わるよう呼びかけた。『私は本気であなた方に問いたい。私はプライド・カムリ党に同じテーブルにつくよう頼み、エクスムア国立公園の提案について話し合い、我々が今ウェールズへこの提案を持ち込めるかを話し合いたいのだ。』。
2002年春から、スノウドニア国立公園（ウェールズ語: Parc Cenedlaethol Eryri）とペンブローク海岸国立公園（en、ウェールズ語: Parc Cenedlaethol Arfordir Penfro）の当局両方が、既に行われているエクスムア国立公園での事例にならい、公園内でのセカンド・ホーム所有に制限をかけ始めた。スノウドニア国立公園とペンブローク海岸国立公園の設計者によると、新規住宅の申込者は証明済みの地元の義務を証明しなければならない。または申込者は居住希望の土地の共同体と強いつながりを示す必要があるという。
2008年5月1日の地方選挙で、数名の議員がリージョナリズム政党Llais Gwyneddから出馬して当選した。この政党は本質的に、地元の学校やその他地元グウィネズの諸設備の閉鎖に反対し、ウェールズ遠隔地を代表するプライド・カムリ党の伝統的な優勢を変えようとする圧力団体である。

## 著名なグウィネズ出身者
- ダフィー - ソウル歌手
- ブリン・ターフェル - オペラ歌手

## 参照
1. 1 2 3 4  Census shows Welsh language rise Friday, 14 February, 2003 extracted 12-04-07
2. ↑  Plaid bids to defuse 'racism' row, BBC Wales, 21 February, 2001
3. ↑  'Racist' remarks lost Plaid votes, BBC Wales, 3 September, 2001
4. ↑  Property prices in England and Wales Wednesday, 8 August, 2001, extracted 24 Jan 2008
5. 1 2  House prices outpacing incomes Monday, 3 December, 2001, extracted 24 Jan 2008
6. 1 2  Apology over 'insults' to English, BBC Wales, 3 September, 2001
7. 1 2  UK: Wales Plaid calls for second home controls, BBC Wales, November 17, 1999
8. 1 2  Double tax for holiday home owners Thursday, 16 December, 1999, extracted 24 Jan 2008
9. 1 2 3 4 5  Controls on second homes reviewed Wednesday, 5 September, 2001 extracted 24 Jan 2008
10. ↑  Gwynedd considers holiday home curb Tuesday, 9 April, 2002, extracted 24 Jan 2008
11. 1 2 3  Plaid plan 'protects' rural areas, BBC Wales, 19 June, 2001
12. ↑  Park to ban new holiday homes Wednesday, 6 March, 2002 extracted 24 Jan 2008